# Raif Badawi
Raif Badawi (àrab: رائف بدوي, Rāʾif Badawī) (Al-Khubar, 13 de gener de 1984) és un bloguer i defensor dels drets humans de l'Aràbia Saudita i el creador del lloc d'internet Free Saudi Liberals ("Allibereu els Lliberals Saudites").
Badawi va ser detingut l'any 2012 per la imputació d'haver «insultat a l'islam en els mitjans electrònics» i després es va enfrontar a diverses imputacions més, incloent apostasia. L'any 2013 va ser condemnat per diverses imputacions i va rebre set anys de presó i 600 fuetades. L'any 2014 va augmentar la seva sentència fins a 10 anys, 1000 fuetades i una multa. Les fuetades s'havien d'aplicar en un període de 20 setmanes. Es van administrar les 50 primeres fuetades el 9 de gener de l'any 2015. La seva esposa Ensaf Haidar va dir, després de sentir les fuetades: «El que jo sentia és quelcom que no puc descriure. Va ser una barreja indescriptible de tristesa i dolor... Va ser dolorosament horrible d'imaginar el que ha d'estar passant en Raif.» També va dir, «Agraeixo tota l'atenció que el cas d'en Raif ha aconseguit. Tant de bó que tots els governs del món augmentin els seus esforços per pressionar a les autoritats per acabar amb el que intenten fer al meu espòs. Crec que poden fer-ho, si parlen directament amb el govern saudita.» Van ser posposats més fuetades perquè les ferides del primer càstig no s'havien guarit i el seu estat de salut estava malament. Raif és diabètic i està prim. Anava a rebre el mateix càstig de 50 fuetades cada divendres durant 18 setmanes fins que compleixi la sentència.

## Amnistia Internacional
Amnistia Internacional ha demanat a les autoritats saudites que no executin cap pena de flagel·lació, perquè això constitueix un incompliment de la prohibició de la tortura i altres tractes cruels, inhumans o degradants, recollida en el dret internacional.